# Список аэропортов Сирии

Аэропорты и военные аэродромы на карте Сирии

Список аэропортов Сирии, отсортированных по месту расположения.
Сирийская Арабская Республика — государство в Западной Азии. Граничит с Ливаном и Средиземным морем на западе, с Турцией на севере, с Ираком на востоке, с Иорданией на юге и с Израилем на юго-запад. Столица страны — Дамаск.
В Сирии расположен Дамаскский район полётной информации (Код ИКАО: OSTT).

## Аэропорты
| Название                                    | Код ИКАО | Код ИАТА | Город        | Координаты                      |
| ------------------------------------------- | -------- | -------- | ------------ | ------------------------------- |
| Международный аэропорт Алеппо               | OSAP     | ALP      | Алеппо       | 36°10′50″ с. ш. 37°13′27″ в. д. |
| Международный аэропорт Дамаск               | OSDI     | DAM      | Дамаск       | 33°24′38″ с. ш. 36°30′51″ в. д. |
| Аэропорт Дайр-эз-Заур                       | OSDZ     | DEZ      | Дайр-эз-Заур | 35°17′07″ с. ш. 40°10′33″ в. д. |
| Аэропорт Эль-Камышлы                        | OSKL     | KAC      | Эль-Камышлы  | 37°01′14″ с. ш. 41°11′29″ в. д. |
| Международный аэропорт им. Басиля Аль-Асада | OSLK     | LTK      | Латакия      | 35°24′03″ с. ш. 35°56′55″ в. д. |
| Аэропорт Пальмира                           | OSPR     | PMS      | Тадмор       | 34°33′27″ с. ш. 38°19′01″ в. д. |